# Strade vicinali in Italia
La strada vicinale, o strada interpoderale, è una strada di proprietà privata e d'interesse locale posta fuori dal centro abitato. In Italia la strada vicinale è una via di comunicazione, di fatto, costruita per accedere a una serie di fondi o generalmente per collegarsi a una via.

## Classificazione
Con l'attuazione del Nuovo Codice della Strada (Decreto Legislativo N. 285 del 30/04/1992 Ministero delle Infrastrutture e dei Trasporti pubblicato sulla G.U. n. 114 del 18/05/1992 e successive modifiche) la strada vicinale è stata inclusa nelle strade locali.
Strada locale: strada urbana od extraurbana opportunamente sistemata (ai fini del comma 1 art. 2 Decreto Legislativo N. 285 del 30/04/1992) non facente parte degli altri tipi di strade.
Pertanto anche le strade vicinali, oggi classificate come strade locali, devono essere opportunamente sistemate ed avere i seguenti requisiti: carreggiata (minimo 3,75 metri), unico o doppio senso di circolazione, banchina, cunetta, segnaletica orizzontale o verticale, manto asfaltato. Tali requisiti sono obbligatori a garantire la sicurezza della circolazione su strade pubbliche (art.1 comma 1 e 2 del Decreto Legislativo N. 285 del 30/04/1992). Nel momento in cui vengono meno tali requisiti la strada non può essere autorizzata al transito di veicoli. 
In concreto il sedime della vicinale, compresi accessori e pertinenze, è privato, mentre l'ente pubblico può vantare un diritto pubblico di passaggio.

### Uso privato e pubblico
La strada vicinale può essere di uso privato o di uso pubblico:
- Uso privato: avviene quando il transito può essere riservato solo ai residenti o all'industria agricola, mediante l'indicazione con cartelli e segnaletica di "strada privata transito consentito ai soli residenti". Questo avviene ad esempio per una strada vicinale cieca.
- Uso pubblico: avviene quando il passaggio effettivo deve essere dimostrato con una collettività di persone qualificate dall'appartenenza ad un gruppo territoriale (iure servitutis publicae), con la concreta idoneità del bene a soddisfare esigenze di carattere generale, anche per il collegamento con la pubblica via, e un titolo valido a sorreggere l'affermazione del diritto di uso pubblico.

Solo dopo dimostrazione dei precedenti punti, una via vicinale privata può essere inserita negli elenchi delle strade vicinali del Comune. Infatti l'iscrizione di una via vicinale nei registri comunali non ha valore costitutivo, ma soltanto dichiarativo consentendo di presumere che la strada sia gravata da servitù pubblica di passaggio senza darne la certezza. 
Sia se fosse di uso privato o pubblico, la strada necessita di manutenzione, che avviene a spese dei comproprietari a cui può partecipare anche il Comune (uso privato) o sui proprietari dei fondi e sul Comune, che devono istituire un consorzio obbligatorio per legge.